# Iffland-Ring
L'anello di Iffland (Iffland-Ring) è un riconoscimento per il miglior attore teatrale vivente tedesco. Tale premio, assegnato nel 1954 a Werner Krauss e da quel momento tramandato in seguito alla morte del predecessore, è un anello con 28 diamanti che ritrae l'immagine di August Wilhelm Iffland.
Nel 2019 il possessore dell'anello è diventato Jens Harzer, ricevuto come lascito testamentario da Bruno Ganz, detentore dell'anello dal 1996.